# Aspila warneckei
Aspila warneckei är en fjärilsart som beskrevs av Charles Boursin 1964. Aspila warneckei ingår i släktet Aspila och familjen nattflyn. Inga underarter finns listade i Catalogue of Life.